# Richard Olivier
 (octobre 2013).
Si vous disposez d'ouvrages ou d'articles de référence ou si vous connaissez des sites web de qualité traitant du thème abordé ici, merci de compléter l'article en donnant les références utiles à sa vérifiabilité et en les liant à la section « Notes et références ».
Pour les articles homonymes, voir Olivier (homonymie).
Richard Olivier, né le 9 août 1945 à Bruxelles (province de Brabant) et mort le 3 mars 2021 dans la même ville, est un documentariste, cinéaste, réalisateur et scénariste belge.

## Biographie
Richard Olivier naît le 9 août 1945 à Bruxelles.

### Les années théâtre
Alors qu’il est en pension, il conjure l’ennui et découvre sa vocation - qui fut d'abord théâtrale - en assistant à la représentation de Maître après Dieu de Jan de Hartog. Il étudie deux ans à l’Institut des Arts de Diffusion (IAD) que, son tempérament rebelle aidant, il quitte après deux ans. Pendant deux saisons, il interprète divers rôles dans des théâtres bruxellois, tels que le Théâtre national de Belgique et à la télévision belge.
Il participe au tournoi des Théâtres Universitaires en jouant et en mettant en scène Histoire de nuit d’O Casey, dans un décor de Picha. Après son service militaire, il se met spontanément à une écriture qui privilégie la satire et l’humour.
Encouragé par d'anciens amis de l’IAD, il crée à La Cantilène, cabaret littéraire bruxellois dirigé par le chanteur-compositeur Freddy Zegers, un spectacle intitulé Pop Corn. Son personnage dénommé Pop deviendra par la suite le héros de gags photographiques. Réalisés en collaboration avec Gérald Frydman, les strips seront publiés dans plusieurs hebdomadaires.
Plus tard, Gérald Frydman et Richard Olivier réaliseront ensemble des films d’animation avec Pop pour personnage principal. Tournés en 35 mm et produits par la SETECT et [(L’argent)], ils obtinrent le Prix de la RTB au Festival de La Louvière en 1969.
Jean-Christophe Averty, alors réalisateur-producteur de célèbres émissions à l’ORTF : Les Raisins verts et Au risque de vous plaire s’intéresse à leurs travaux ainsi que Pierre Prévert.
Richard Olivier réalise aussi, toujours en collaboration avec Gérald Frydman pour la photographie, des reportages en free lance pour Le Soir Illustré et Le Patriote illustré consacrés à des personnalités du monde artistique telles que Joseph Kessel, Adamo, Pierre-Jean Vaillard, Tino Rossi, Barbara, Serge Reggiani, Raymond Devos, Félix Labisse, René Goscinny et Albert Uderzo ainsi que de nombreux romans-photos pour l’hebdomadaire féminin Chez Nous.
Richard Olivier met aussi au point une nouvelle technique de roman-photo avec des sujets de reportages-fictionnés réalisés dans le milieu musical et sportif. À cet effet, il rencontre à Paris l’éditeur Daniel Filipacchi qui lui propose de collaborer en adaptant la formule dans son célèbre magazine Salut les Copains.
En 1969, Richard Olivier fait la connaissance d’Albert-André Lheureux, le directeur et metteur en scène du Théâtre de l’Esprit Frappeur qui lui propose de réunir quelques-uns de ses sketches pour en faire un spectacle théâtral intitulé : Un hippopotame si sympathique. À l’affiche notamment, le comédien auteur-compositeur André Burton qui deviendra son ami et pour lequel il écrira en 1976 King Singer. Cette pièce musicale est créée et mise en scène par Albert-André Lheureux au Théâtre de l'Esprit frappeur, puis reprise l’année suivante au Théâtre du Jardin Botanique. Ce sera là le tout premier spectacle joué dans La Rotonde du Botanique. André Burton, auteur des paroles des chansons et interprète du rôle de Henry Kissinger, recevra à cette occasion le Prix des Critiques de Variété en 1977.
En 1978, Richard Olivier écrit la pièce satirique Big Dady Dada mise en scène par Christian Ferauge et créée au Théâtre de l’Esprit Frappeur.
Avec la collaboration du dessinateur satiriste Jean-Louis Lejeune, il écrit le scénario et les dialogues d’une bande dessinée intitulée Amin Dada Ier empereur de Belgique pour le célèbre hebdomadaire bruxellois Pourquoi Pas ?, qui seront censurés par la rédaction à la suite de plaintes de lecteurs… royalistes et patriotiques. Un album de cette bande dessinée, complétée par d’autres histoires, sera éditée l’année suivante aux Éditions Multipress. Il renouvelle cette collaboration pour l'éphémère revue polar Ice Crim's où il écrit rubrique rédactionnelle et nouvelle en 1984.
De 1969 à 1974, Richard Olivier écrira, en collaboration avec Christiane Stevens, de nombreux scénarios pour les besoins de l’émission Feu Vert de la RTB réalisée par Jacques Vernel et dont le comédien principal est Bernard Faure, futur Monsieur Zygo. Ce dernier interprétera entre autres le rôle de Gulliver dans les séries Une puce et des géants, Un géant et des puces et Gulliver au pays de la folie douce, librement adaptées des romans de Jonathan Swift.
À la même époque Richard Olivier et Christiane Stevens écrivent une série télévisée pour enfants intitulée Les Aventures de Cerise et Hippie, dessinée par Nicole Crome. Cette série fera aussi l’objet de deux albums publiés aux éditions Dupuis.

### Les années cinéma
En 1971, Richard Olivier réalise son premier court métrage de fiction : Y en a marre des bananes pour lequel il reçoit une aide à la première œuvre octroyée par le Ministère de la Culture française de Belgique. Dans le rôle principal, André Burton interprète le personnage du gorille auteur-compositeur mis en cage à vie.
L’envie et le besoin de réalisation ne le quittera plus et, avec la précieuse et efficace collaboration de Monique Licht en tant que directrice de production, ils fonderont Olivier Films.
Farouchement indépendant, Richard Olivier réalise en collaboration - principalement avec la RTBF - des sujets jusqu’alors inédits en mettant au point un style de réalisation qui mélange spectacle et document, tels que Leurs Trucs en plumes, Le Charme de l’ambiguïté, Strip School, Les Idolettes, Black Paris qui seront diffusés dans nombre de chaînes télévisées de par le monde.
Il réalise  aussi plusieurs documents de création consacrés à la chanson française tels que La Chanson Rebelle, Chants d’Amour, Chants d’Amore, La Chanson Satirique, Chants de Femme. Dès 1985, il collabore à la célèbre émission Strip-tease pour laquelle il tournera entre autres le tout dernier sujet belge intitulé Le Der des der en 2002.

### 1981: l’année Marvin
En 1981, Richard Olivier produit un document musical exceptionnel Marvin Gaye transit Ostende consacré au chanteur-compositeur afro-américain Marvin Gaye. Ce dernier séjourne à Ostende pendant 18 mois avant de repartir aux États-Unis en 1982 où il meurt assassiné par son père en avril 1984. Ce document est le seul témoignage filmé de la vie que menait le géant de la musique soul en Belgique à un moment-clé de son existence. En 2002, Richard Olivier produit un second film Remember Marvin Gaye, qui est une version longue et remixée du premier.
Ces deux films remporteront un immense succès auprès de tous les admirateurs du célèbre auteur de What’s Going On et Sexual Healing.[Interprétation personnelle ?]
Par la suite Richard Olivier tourne et produit, en collaboration avec le Centre bruxellois de l’audiovisuel (CBA), Wallonie Image Production (WIP), la RTBF, RTL et le Ministère de la Communauté française de Belgique de nombreux documents de création dont les titres principaux sont : Marchienne de vie (1995), Wilchar, Les Larmes noires, Peaux de chagrin, La Belgiq’kitsch, Les Fous du Roi, Au fond Dutroux (1996), Un été à Droixhe, Les Allumés de la foi, Mal-Aimé, Dialogues avec l’au-delà, Petits meurtres ordinaires, etc.

### Les années mémoire
En 2000, Richard Olivier entreprend le tournage de son premier long métrage Esther Forever (pour lequel il devient son propre caméraman). Un tournage qui durera sept ans. En 2007, le film est récompensé par le Prix du meilleur documentaire au Festival du Film Indépendant de Bruxelles et le Prix du meilleur documentaire belge de la Communauté française. Ce film minimaliste, tant sur le plan de la production que de son écriture filmique, raconte l’histoire de deux sœurs septuagénaires, Esther et Elvire, qui vivent à Machelen près de Vilvorde dans la banlieue flamande de Bruxelles.
En 2008, il s’attelle à une réalisation pharaonique qui consiste à filmer pendant quatre années des cinéastes belges…connus, méconnus, inconnus. Ce projet, intitulé Big Memory, sera décliné en 2012 sous les formes d’un livre édité par Les Impressions nouvelles et d’un coffret composé de dix DVD double couche d’une durée totale de 37 heures. Les cent soixante-dix portraits, de treize minutes chacun, seront diffusés sur La Trois de la RTBF à raison d’un portrait par jour.

### Décès
Il meurt le 3 mars 2021 à Bruxelles, à l'âge de 75 ans,,.

### Vie privée
Il était marié à Shelly Marie Henrich.

## Œuvre

### Publications

#### Album de bande dessinée
- Idi Amin Dada Ier empereur de Belgique[3], Multipress, 1979
Scénario : Richard Olivier - Dessin : Jean-Louis Lejeune - Couleurs : noir et blanc

#### Écrit
- Big Memory : Cinéastes de Belgique, Bruxelles, Les Impressions nouvelles, 9 février 2012, 368 p. (ISBN 9782874491313, présentation en ligne)

#### Littérature jeunesse
- Cerise et la panthère avec Christiane Stevens, illustré par Nicole Crome, Dupuis, coll. « Jeunesse », 1971 (BNF 43417475)
- Cerise vole au secours des oiseaux avec Christiane Stevens, illustré par Nicole Crome, Dupuis, coll. « Jeunesse », 1971 (BNF 43417476)

### Filmographie
Sauf indication contraire, les informations mentionnées dans cette section peuvent être confirmées par les bases de données cinématographiques IMDb et Allociné,  présentes dans la section « Liens externes ».
- 2001 : Remember Marvin Gaye[5], réalisation, long métrage de 56 min

## Prix et distinctions
- 1997 :  Prix télévision de la SABAM[2],[11].

#### Livres
: document utilisé comme source pour la rédaction de cet article.
- Jacques Fiérain, « Olivier, Richard », dans La BD à Bruxelles et en Brabant, Charleroi, Éd. l'Âge d'or, avril 2003, 144 p., ill. ; 31 cm (ISBN 9782960119664 et 2960119665, OCLC 470388171, présentation en ligne), p. 110. .

#### Articles
- Richard Olivier (interviewé par Dimitra Bouras, Antoine Lanckmans et Jean-Michel Vlaeminckx), « Richard Olivier, à propos de Big Memory », Cinergie,‎ 11 mai 2009 (lire en ligne, consulté le 7 février 2024).
- Adrien Corbel, « Le cinéaste belge Richard Olivier est décédé », RTBF,‎ 4 mars 2021 (lire en ligne, consulté le 17 décembre 2023).